# Bánlaky László
Bánlaky László (Székesfehérvár, 1932. október 20. –)  matematika–kémia szakos tanár, író, költő.  

## Gyermekkora, tanulmányai
Édesanyja Balassa Márta tanítónő, édesapja: dr. Bánlaky Ödön jogász, banktisztviselő.
Kisgyermekkorának nyarait  Kápolnásnyéken, az anyai családi birtokon töltötte. Székesfehérváron laktak, ahol első osztálytól a Szent István elemi iskolába járt, majd a Ciszterci Gimnáziumban tanult két évig. Gimnáziumi tanulmányait édesapja munkahelyének áthelyezései miatt Gyöngyösön, az Állami Koháry István Gimnáziumban folytatta (2 év). Végül az utolsó négy évet a Nagykanizsai Piarista Gimnáziumban fejezte be (államosítás után az utód intézményben). 1951-ben érettségizett. 

## Életpályája, munkahelyei
Az érettségi után egyetemre való jelentkezését az iskola elutasította, segédmunkásként dolgozott Budapesten a Rádiófelszerelések Gyárában. 1951-52-ben. Ismételt próbálkozásra felvették az Apáczai Csere János Tanárképző Főiskolára, ahol 1952–1955 között matematika–kémia szakos tanári diplomát szerzett. Két évig a Ráckevei Általános Iskolában tanított gyakorlóévesként, majd 1956-ban kérésére Budapestre helyezték (itt volt a lakása és családja), a III. kerületi Ady Endre Fiúnevelő Otthonban kapott állást. Innen újabb áthelyezéssel jutott 1959-ben a Kiscelli utcai Általános Iskolához, ahol 1968-ig tanított. 1968-tól 1972-ig a Dózsa György úti Általános Iskolában igazgatóhelyettes volt. 1973-tól főállásban 4 évig a Hazafias Népfront III. kerületi bizottságának titkáraként dolgozott. 1978-tól 4 évig az MSZMP köznevelési felelőse lett Budapest III. kerületében. 1982-1993 között a Leövey Klára Ének-Zene Tagozatos Általános Iskola igazgatója. 1993-ban nyugdíjba ment, de 2001-ig még nyugdíja mellett tanított az iskolában, melynek címzetes igazgatója lett.

## Magánélete
Első felesége Lajkó Ilona tanárnő, a házasságban született egy lánya, Bánlaky Ágota (1955-ben) és egy fia, ifj. Bánlaky László (1956-ban).   
Válása után, 1993-ban feleségül vette Moravetz Editet (végzettsége: képesített könyvelő, pénzügyi előadó). Feleségével mindketten költészettel foglalkoztak - közösen jelentettek meg hat verskötetet.

## Társadalmi megbízatások
A hetvenes években négy évig a Budapest III. kerületi Tanács tagja, majd ugyanennyi ideig a Végrehajtó Bizottságnak is tagja.
1991-től  a III. ker. Óbuda-Békásmegyer Önkormányzatába képviselőnek választották, melynek 2002-es választásig volt tagja.

## Kitüntetések
1995-ben Németh László-díj  kitüntetésben részesült. 2002-ben a Budapest III. kerület közéletében kifejtett tevékenysége, sok évtizedes pedagógiai és tanári munkássága elismeréseként elnyerte az óbuda-békásmegyer díszpolgára címet. 2005-ben aranyoklevelet kapott az Eötvös Loránd Tudományegyetem Tanácsától 50 éven át kifejtett értékes szakmai tevékenységének elismeréseként. 2015-ben gyémántoklevelet kapott az Juhász Gyula Pedagógusképző Kar nevében 60 éven át kifejtett munkája elismeréseként.
2018 óta tagja a Krúdy Gyula Irodalmi körnek, ez 2021-ben örökös tiszteletbeli tagságot adományozta neki, valamint írói-költői munkássága elismeréseként 2023-ban arany Krúdy-emlékérmet kapott.

## Szerzői munkássága
2016-ban megjelent - feleségével közösen - az első verseskötetük a dr. Balázs Tibor író-költő vezetése alatti Accordia kiadó gondozásában Villancsó – Csalogató (ISBN 978-615-5069-89-5) címmel. 2017-ben a Holnap Magazin - felelős szerkesztője Bakos József - kiadta a Szárnyaló vágyaink (ISBN 978-615-5483-86-8) című közös verseskötetüket, melyet Besztercén mutattak be. Ugyanebben az évben megjelentették az Acélszürke pipacs pirosban (ISBN 978-615-5812-00-2) címmel a következő versgyűjteményt.
2019-ben újabb válogatott verseskötetük jelent meg a Holnap Magazin gondozásában Varázsszavak (ISBN 978-615-5812-72-9) címmel. Hegedűs Gábor költő támogatásával 2020-ban látott napvilágot Aprófalva - Mackó-muki kalandjai és más mesék (ISBN 978-615-00-7706-2) című gyűjteményük. Algyőn. 2021-ben a Scriptor Kft. kiadta a Bíborszínű alkony (ISBN 978-615-01-2437-7) kötetet. 
2022. október 20-án, 90. születésnapján jelent meg Bánlaky László Ragyogva fénylik a Nap  (ISBN 978-615-015-739-9) című novelláskötete.

## Forrás
- Bánlaky László bemutatkozása az Irodalmi Rádió honlapján